# Barocco portoghese
Il Barocco portoghese si sviluppò tra il 1580 fino agli anni immediatamente successivi al terremoto di Lisbona del 1755.

## Introduzione storica
Al contrario del resto d'Europa (dove si viveva in un forte clima di politica assolutista) il Barocco portoghese è antecedente al XVII secolo. Con la morte di Filippo II di Spagna (1598), il Portogallo vive una profonda crisi politica, economica e di identità sociale. La nobiltà locale abbandona le città per i campi, accompagnata dalle loro piccole corti, e in questo modo tentano di preservare l'identità socio-culturale portoghese. Restii alle influenze spagnole, si trovano però anche chiusi al resto del mondo. È in questo contesto, nei primi anni del Seicento, che nasce l'Architettura chã.
Il centro della ricchezza dell'epoca si concentrava sulla produzione artistica legata alla Chiesa. L'architetto, intagliatore e scultore brasiliano Antônio Francisco Lisboa (detto Aleijadinho), fu il grande rappresentante di questa tendenza nelle arti plastiche e nelle sue sculture, fatte di materiali locali (come legno e steatite), emerge appieno lo stile rococò.
Il barocco come stile architettonico esigeva del denaro che il Portogallo non possedeva, soprattutto in seguito alla perdita del nord-est del Brasile agli olandesi e all'indipendenza dalla Spagna. L'economia non era sostenibile poiché gran parte della ricchezza nazionale si basava sull'oro e sulle pietre preziose provenienti dal Brasile, con le quali si compravano tutti i beni di consumo che non erano prodotti in patria. Solo alla fine del '600 la crisi economica si attenua, rinviando ad una situazione simile a quella del regno di Manuele I (tra '400 e '500, epoca delle grandi esplorazioni nel Nuovo Mondo).
Nel solco della corrente assolutista già delineata nel resto d'Europa, nel 1683 Pietro II depone il fratello Alfonso VI, definendolo incapace di governare e comandare il regno di Portogallo.

## Architettura barocca

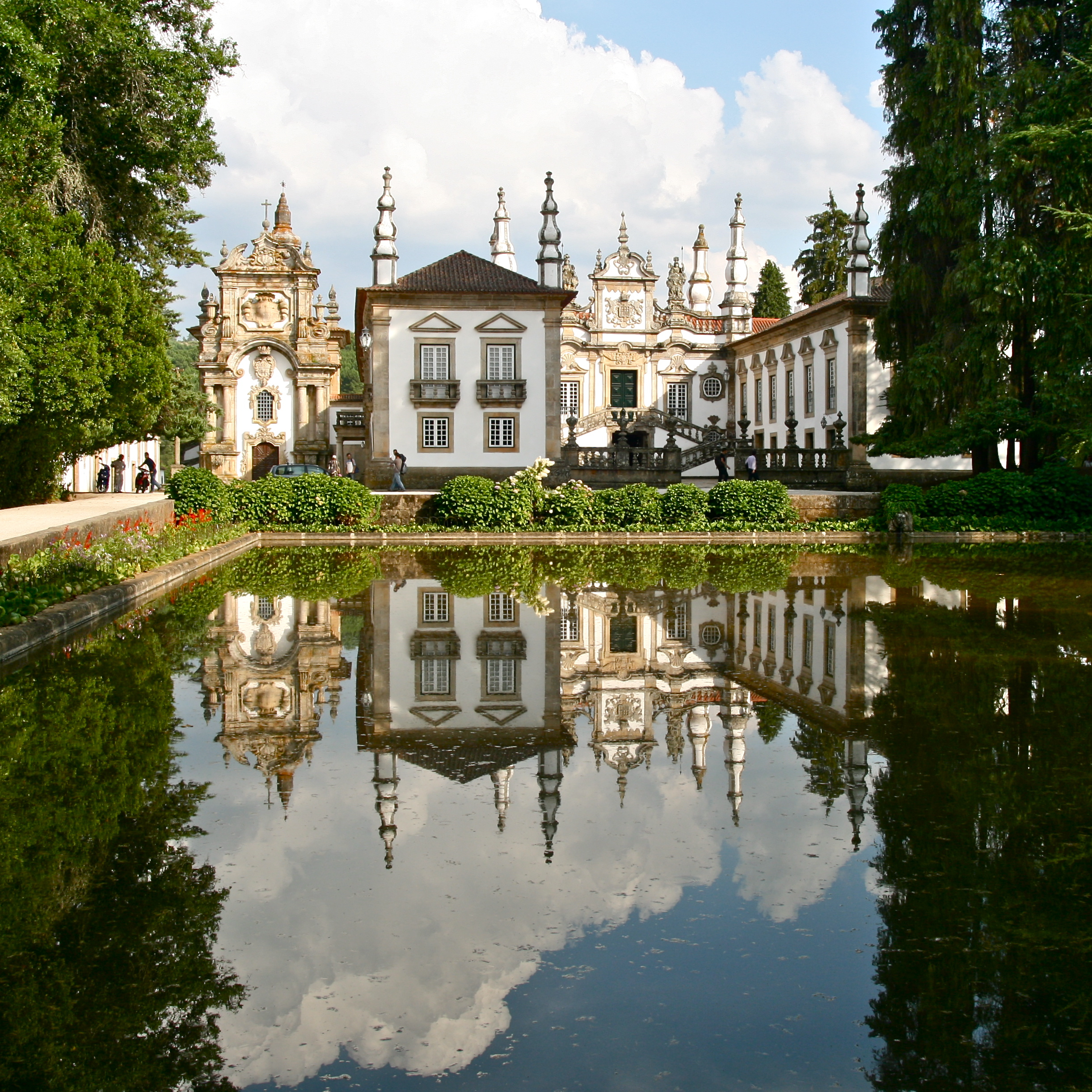
Il Palazzo di Mateus a Vila Real, presumibilmente progettato dall'architetto Niccolò Nasoni nel XVIII secolo.

La situazione e la periodizzazione dell'architettura barocca in Portogallo sono particolari e divergono dal resto dell'Europa. Sono condizionate da diversi fattori politici, artistici ed economici che danno origine a varie fasi (e diverse influenze esterne), dando vita ad una miscela originale, spesso fraintesa come imitazione dell'arte italiana, ma che ha anche forme e caratteri propri.
Il periodo barocco comincia con una situazione complicata, ossia lo sforzo finanziario del regno destinato a sostenere la guerra d'indipendenza (1640-1668), in seguito a 60 anni di regni spagnoli (con i re Filippo I, II e III). Un altro fattore fondamentale è l'esistenza dell'architettura gesuitica, anche chiamata chã (in portoghese piana). Si tratta di edifici basilicali ad una navata che hanno presbiteri profondi, navate laterali trasformate in cappelle interconnesse attraverso piccole porte comunicanti, interno senza decorazioni e parte esterna con portali finestre molto semplice. È un tipo di edificio molto pratico che viene usato in tutto l'impero con adattamenti essenziali ma pronto a subire ritocchi e decorazioni per celebrare l'epoca o il fasto di un regno in particolare. La talha dourada assume connotati nazionali e a posteriori "giovannini" per l'importanza e ricchezza dei piani decorativi. La pittura, la scultura, le arti decorative e gli azulejo attraversano inoltre un'epoca di grande sviluppo.
In realtà il barocco non necessita della costruzione di ulteriori edifici poiché permette di trasformare attraverso la talha dourada (pittura, azulejo, ecc.) spazi asettici già esistenti in strabilianti scenari decorativi. Lo stesso pratico ed economico meccanismo si può applicare per i rivestimenti esterni, su cui si adattano decorazioni consone al gusto del tempo o del luogo.

### Il barocco

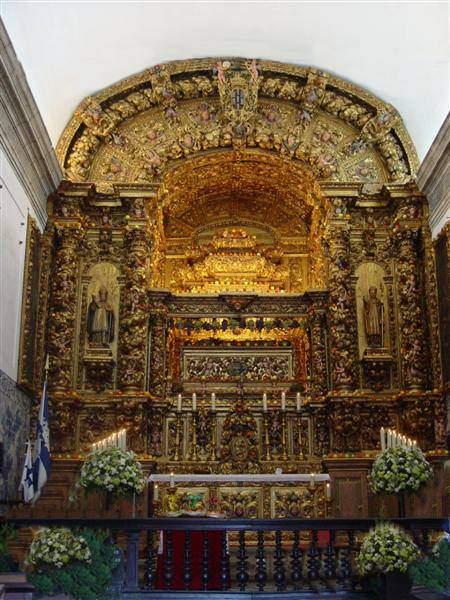
Talha dourada all'interno della Cattedrale di Braga

Il periodo di massimo vigore del barocco in Portogallo si può collocare tra la fine della guerra di Restaurazione alla crisi di successione tra Alfonso VI e Pietro II. I primi timidi esempi che ricorrono alla pianta centrale e tentano di animare e modernizzare le austere decorazioni manieriste si possono ammirare nella chiesa di Santa Engrácia a Lisbona, opera del 1681 degli architetti João Nunes Tinoco e João Antunes. Santa Engrácia è un edificio imponente, dalle forme curve e geometriche, dalla pianta centrale, coronato da una sontuosa cupola (terminata solo nel '900) e decorato da marmi colorati.
Durante il regno di Giovanni V (prima metà del '700) il barocco vive un'epoca di splendori e ricchezze completamente inediti in Portogallo. Sebbene il terribile terremoto del 1755 abbia distrutto la maggior parte degli edifici, i monumenti di quel periodo giunti fino ai giorni nostri sono suggestivi. Le principali opere dell'età giovannina sono il palazzo della Ribeira, la Cappella reale (entrambi distrutti dal terremoto) e il Palazzo Nazionale di Mafra. Meritano una menzione le macerie dell'imponente acquedotto delle Acque Libere che aveva il compito di portare l'acqua a Lisbona seguendo un tracciato di 18 chilometri e ricopriva la valle dell'Alcântara con i suoi archi originali.

### Palazzo di Mafra
Il Palazzo Nazionale di Mafra è la più conosciuta testimonianza del barocco portoghese. Sulla scia delle altre dimore monarchiche europee, il complesso nasce allo stesso tempo come palazzo reale, basilica e convento, risultando di fatto il simbolo materiale del re Giovanni V e dei suoi successori. Iniziato nel 1717 dall'architetto tedesco João Frederico Ludovice, residente in Portogallo, viene completato nel 1730. L'edificio è immenso, dotato nella facciata di due torrioni ispirati al torrione disperso del Palazzo della Ribeira, con la basilica al centro e due torri campanarie dominate da un'imponente cupola. Dietro si trova invece il monastero, non visibile dal lato della strada. Il palazzo è un importante punto di riferimento che si può ammirare dal mare ed era utilizzato dalla corte come residenza estiva. Inizialmente il re voleva una chiesa più grande della Basilica di San Pietro in Vaticano, ma sapendo che la sua realizzazione avrebbe impiegato più di un secolo, cambiò idea. Oltre alla basilica, sono degni di nota la biblioteca, i sei organi della chiesa e i due carillon. 

### Nord del Portogallo
Nel nord del Portogallo vi sono numerose costruzioni barocche. Il nord, più popoloso e ricco, in particolare nelle zone di Oporto e Braga, visse un'epoca di rinnovazione architettonica, visibile nella lunga serie di chiese, conventi e palazzi nobiliari. La stessa Oporto (patrimonio dell'umanità per l'UNESCO) è una città prettamente barocca, in cui spiccano le opere di Niccolò Nasoni, architetto italiano molto produttivo radicato in Portogallo. Edifici originali e di notevole inquadramento scenografico sono la chiesa e la Torre dei Chierici, la galilea della Cattedrale, la Chiesa della Misericordia, il Palazzo di São João Novo, il Palazzo del Frassino e il Palazzo Episcopale. A Barcelos invece è da segnalare tra gli altri la Chiesa del Buon Gesù della Croce.

## Letteratura barocca in Portogallo
Le due principali antologie sulla letteratura barocca sono state stampate da Fénix Renascida e Postilhão de Apolo i quali riunirono, tra gli altri, autori come Francisco Manuel de Melo, Jéronimo Baía, suor Violante do Céu, fra António das Chagas, António Barbosa Bacelar, Eusébio de Matos, Bernardo Vieira Ravasco e Francisco Rodrigues Lobo. Aldilà di questi poeti si impone nella scena letteraria portoghese (ma anche brasiliana) padre António Vieira, oltre a suor Mariana Alcoforado.

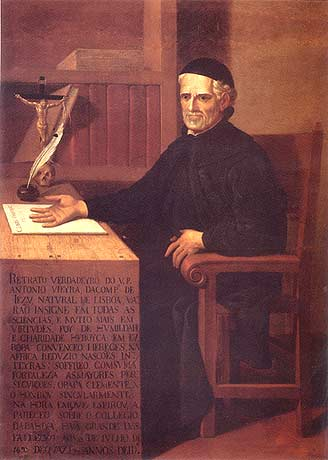
La didascalia recita: "Un vero ritratto del Reverendo Padre António Vieira della Compagnia di Gesù, nativo di Lisbona, uomo illustre in tutte le scienze, e molto di più per la sua umiltà ed eroica carità: a Roma convinse gli eretici, in Africa ha ridotto intere nazioni, ha subito le più grandi persecuzioni con grande forza. Papa Clemente X lo onorò singolarmente nel momento in cui morì, apparve al Collegio della Baia, una grande luce. Morì il 4 luglio 1697 all'età di quasi 90 anni."

### Padre António Vieira (1608-1697)
Nato a Lisbona nel 1608, a sei anni si trasferisce con la famiglia a Bahia, nel Brasile portoghese, dove inizia i suoi studi presso il Collegio dei Gesuiti. Ad appena 21 anni è professore di Teologia al Collegio di Salvador. Nel 1640, quando il Portogallo si rende indipendente dal dominio spagnolo, Vieira ritorna in madrepatria. Riceve grandi onori a corte ed è nominato confessore regio. Attaccato dall'Inquisizione per aver difeso gli ebrei, Vieira torna in Brasile nel 1652 dove dirige una missione del Maranhão. Nel 1661, in contrasto con lo schiavismo dei coloni portoghesi nei confronti degli indigeni, insieme ad altri gesuiti della missione viene espulso dal Maranhão. Vieira cade quindi in mano agli inquisitori che gli tolgono il sacerdozio e lo condannano in seguito al carcere domiciliare. Grazie all'intervento del re la pena gli viene sospesa e il gesuita si reca allora a Roma per sollecitare l'annullamento del processo. Ritornato brevemente in Portogallo, Vieira rompe tutti i legami con la corte, profetizzando la fine del suo prestigio. Trasferitosi definitivamente in Brasile, si dedica all'opera di catechesi e conversione. La sua azione politica, strettamente associata alla sua opera, si caratterizza per la difesa degli ebrei, dei neri e degli indios. Muore a Salvador nel 1697.
I testi lasciati da padre Vieira si possono dividere in profezie, epistole e sermoni.

#### Profezie
Le uniche due opere profetiche pubblicate dal gesuita sono História do Futuro (Storia del futuro) e Esperanças de Portugal (Speranze del Portogallo). A partire da un'interpretazione della Bibbia, Vieira formula delle profezie che riguardano il suo paese.

#### Epistole
In quest'opera di interesse documentale, Vieira tratta diverse tematiche relative all'attualità e alle questioni politiche del Brasile del momento.

#### Sermoni
Il sermone è un'antica pratica cristiana. Si tratta di un discorso religioso che al tempo di padre António Vieira veniva fatto dal pulpito. Di solito è inerente ai dogmi del cattolicesimo e il suo intento è quello di commuovere, insegnare e persuadere l'ascoltatore, teso all'atto di incontro con Dio. Generalmente i sermoni erano lunghi e ben elaborati, anche se oggi i sacerdoti li fanno durare un massimo di venti minuti.
Raggruppati in quindici volumi, i più di duecento sermoni di padre Vieira costituiscono la parte più sostanziosa dell'opera del gesuita.  
Queste prediche religiose riflettono appieno l'essenza dello stile barocco: il tentativo di esporre una sintesi della dualità dell'uomo, essere composto da materia (corpo) e spirito (anima).

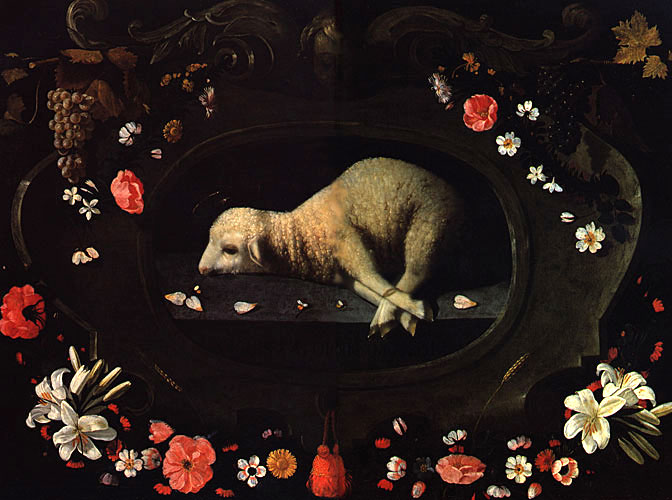
Agnello pasquale, dipinto di Josefa de Óbidos (1630-1684)

Tra i sermoni più conosciuti vi sono:
- Sermão da Sexagésima (Sermone della Sessantesima) – di carattere metalinguistico, tratta l'arte propria del pregare.
- Sermão pelo bom-sucesso das armas de Portugal contra as de Holanda (Sermone per il buon successo delle armate del Portogallo contro quelle d'Olanda) – il tema è l'invasione olandese del 1640. Vieira si schiera ovviamente dalla parte dei portoghesi contro gli olandesi, i quali erano tra l'altro protestanti.
- Sermão de santo António (Sermone di Sant'Antonio) – conosciuto anche come Sermão aos peixes (Sermone ai pesci), verte sulla schiavitù indigena effettuata dai coloni europei.

I sermoni di padre Vieira cercano di scuotere l'ascoltatore, di svegliarne la coscienza, invitandolo a pensare e ad agire. Volto a quest'obiettivo, il gesuita stabilisce in genere analogie tra il vivo presente e la Bibbia.